# Unió Renovadora Asturiana
La Unión Renovadora Asturiana (URAS) és un partit polític regionalista asturià de centredreta fundat per Sergio Marqués.
Aquest partit va ser fundat el 2 de desembre de 1998 per Sergio Marqués quan era President del Principat d'Astúries, a conseqüència de les diferències de criteri del que aleshores era el seu partit, el PP asturià. A causa d'això va governar en minoria fins a la fi de la seva legislatura en 1999. En 1999 es va intentar generar una confluència amb el Partit Asturianista, provocant una escissió que va esdevenir Andecha Astur.
A les eleccions municipals i autonòmiques d'aquest any va assolir un important suport, convertint-se en la tercera força política asturiana. Va obtenir 44.261 vots (7,2%) i 3 diputats autonòmics, a més de 83 regidors. En 2003 els seus resultats van baixar notablement, va perdre tots els seus diputats autonòmics en només obtenir 17.162 vots (2,8%). A nivell municipal va reduir la seva representació de 83 a 29 regidors.
URAS va formalitzar una coalició amb el Partit Asturianista de cara a presentar-se a les eleccions autonòmiques de 2007, sota el nom d'Unió Asturianista, que va obtenir 2.948 vots, el 0,49%, i no es va renovar per a les eleccions de 2013.